# Rothneyia fortispina
Rothneyia fortispina är en stekelart som beskrevs av Cameron 1906. Rothneyia fortispina ingår i släktet Rothneyia och familjen brokparasitsteklar. Inga underarter finns listade i Catalogue of Life.